# Alice: Madness Returns
Az Alice: Madness Returns egy külső nézetes akció-kaland videójáték, platform pályákkal, amelyet a Spicy Horse fejlesztett Xbox 360 és PS3 konzolokra, valamint PC-re (Windows). A játék 2011. június 14-én jelent meg Észak-Amerikában és 2011. június 16-án Európában.
A cím (magyarul: Alice – A téboly visszatér) egyszerű utalással helyezi el az epizódot a korábbi részben (American McGee's Alice) megalkotott világ történeti szálába és a Lewis Carroll által teremtett nonszensz valóságba. A játék világának alapját ugyanis szinte teljes egészében a Lewis Carroll egyes műveiből merített karakterek, helyszínek és tárgyak, illetve azok Alice sérült elméje által eltorzított változatai alkotják (Alice Csodaországban, Alice Tükörországban, Gruffacsór).
Az Alice: Madness Returns itthon és külföldön is vegyes fogadtatásban részesült. A kritikusok többnyire pozitívumként emelik ki a játék egyedi hangulatát, fejtörőit, látvány és hangzásvilágát, míg a másik oldalon gyakran ugyanezen pontokon mutatnak rá egyes hiányosságaira is.

## Történet
A játék közvetlen folytatása az American McGee's Alice című alkotásnak. Alice az első rész óta felnőtt, s bár már nem kell egy tébolydában élnie, továbbra is pszichológiai kezeléseken vesz részt. Az egyik kezelés nem éppen a tervek szerint sül el és valami nyugtalanítót hoz a felszínre Alice belső, békésnek hitt világában. Csodaország, s ezzel természetesen Alice elméje is veszélybe kerül. A kérdés, hogy a játékos képes lesz-e legyőzni az útjába kerülő akadályokat, és megmenteni Csodaországot és ezzel Alice-t magát.
A játékos a történet során különböző térbeli logikai és ügyességi fejtörőkkel találja szembe magát, Alice látomásai és a korabeli London helyszínei között, ahol utóbbiak inkább összekötőként szerepelnek. A történet egyes fontosabb részeit a megadott pontokon egyedi acélmetszet jellegű animációk mutatják be.

## Játékmenet
Az Alice: Madness Returns játékmenete lineárisnak nevezhető, eltekintve a pályákon előforduló és többnyire gyűjthető elemeket rejtő kamráktól, amelyekhez Alice apró méretben képes eljutni a kulcslyuk formájú ajtókon áthaladva.

### Szereplők
Az Alice: Madness Returns a szereplők széles csapatát vonultatja fel, melyek jó része általános ellenfélként bukkan fel, míg mások a történet szempontjából is meghatározóak így az események főbb szereplőinek nevezhetők és az előző részben/ könyvekben is szerepeltek.
| Főbb szereplők eredeti neve | A név magyar megfelelője |
| --------------------------- | ------------------------ |
| Alice                       | Alíz (a játékos maga)    |
| Mad Hatter                  | Kalapos                  |
| Red Queen                   | Vörös Királynő           |
| White Rabbit                | Nyalka Nyúl              |
| Caterpillar                 | Hernyó                   |
| Cheshire Cat                | Vigyori úr               |
| Dormouse                    | Hőscincér                |
| March Hare                  | Badar                    |

### Fegyverek
Habár az Alice: Madness Returns fegyverarzenálja viszonylag kevés elemből áll, azok egy része egyre erősebbé tehető, folyamatosan fejleszthető.
| Fegyver eredeti neve | Magyar neve    | Rendeltetése                                                                                    |
| -------------------- | -------------- | ----------------------------------------------------------------------------------------------- |
| Vorpal Blade         | Döfke penge    | Konyhakés méretű, ezüstös színű, gravírozott szúró- és vágófegyver                              |
| Pepper grinder       | Borsszóró      | Borsszemet szóró mechanikus lőfegyver                                                           |
| Clockwork Bomb       | Vekkerbomba    | Nyúl formájú, önjáró, időzített és kézzel is aktiválható robbanószer                            |
| Teapot Cannon        | Teáskanna ágyú | Teáskanna formájú forró folyadékcsomagot lövellő gránátvető                                     |
| Hobby Horse          | Csataló        | Erősebben felfegyverzett ellenfelek védelmének áttörését szolgáló faragott játékló formájú bárd |
| Umbrella             | Esőernyő       | Hárításra és a lövedékek megfelelő időben történő visszaverésére szolgáló pajzs                 |

### Gyűjthető tárgyak
A gyűjthető tárgyak különféle formában jelennek meg és más és más előnyökhöz juttatják a játékost a pályákon.

#### Fogak
A fogak amolyan fizetőeszközként szolgálnak a fegyverek továbbfejlesztése során. A szünet menüben elérhető Fegyverek lapon található, a pályákon már beszerzett fegyverek fejleszthetők a fogak segítségével. A fogak sokféle módon szerezhetők be. Gyakran a pálya egyes területein szabadon elszórva láthatóak, könnyedén felszedhetők. Egyes törhető tárgyak is rejthetnek fogakat (csigaházak, dobozok, csészék) valamint az egyes ellenfelek legyőzésével is általában több kevesebb foggal jutalmaz a játék.
A fogak egyes fajtái (fehér színű, arany színű) különböző értékkel bírnak.

#### Rózsák
A rózsák Alice életerejének visszaszerzéséhez szükségesek. Amikor Alice megsérül, a képernyőn az életerejét megjelenítő rózsainda egy rózsájának részleges vagy teljes eltűnése szimbolizálja sérülésének mértékét. Ha a rózsák mindegyike lehullik, Alice karaktere meghal. A halál játékbeli megoldása sajátos, a karakter ugyanis ilyenkor egyszerűen semmivé lesz és a pálya egy korábbi szakaszán tűnik fel újra.

#### Emlékek
Az emlékek ezüstösen fénylő tárgyakként találhatók meg, jobbára eldugott helyeken. Segítségükkel Alice emlékfoszlányait szerezhetjük vissza, melyek kiegészítik a történetet.

#### Üvegcsék
A pályákon különféle színű fénylő üvegcsék is találhatók. Beszerzésükkel extra tartalom válik elérhetővé.

#### Malac orrok
A lebegő malac orrok kissé eltérnek a klasszikus "gyűjthető" tárgyaktól, mert ezeket valójában a Borsszóró segítségével kell alaposan megsorozni, míg azok felfúvódnak és megadják magukat, ahogyan azt a Bors Hercegnőtől tanulhatja meg Alice. Végül többnyire titkos helyeket mutatnak meg, vagy egyéb jutalmakat osztanak. Általában a pályák egy-egy rejtett pontján fedezhetők fel és gyakran nem utal rájuk más csak az a röfögés-szipogás jellegű hang, amit hallatnak.

## Irányítás
A játék irányítása leginkább a szabadon mozgatható külső nézetes módban történik, melyet egyes pályaszakaszokon kötött kameraállás vált fel. Ez alól kivételt jelent a harc közben elérhető fókusz mód és a külön gombnyomásra aktiválható TPS.

### Mozgás
Alice a játék során futni, ugrani, dupla ugrani, hárítani és lebegni tud. A hárítás segítségével Alice a megadott irányba elsuhan, miközben egy pillanatra sebezhetetlenné válik. Jól időzítve könnyen hárítható egyes ellenfelek támadása, hogy aztán egy ellenlépéssel visszavághasson a játékos. Az ugrással kapcsolatban specialitás, hogy közben lehet ismételni, tehát az első ugrást követően a levegőből párszor még ismételten el lehet rugaszkodni. A lebegést az ugrás közben lehet elérni az ugrógomb nyomva tartásával. Segítségével Alice lassú ereszkedésbe kezd, így messzebb képes eljutni.
Az Alice: Madness Returns világában való mozgás során lehetőség van még két speciális módra. A belső nézettel a játékos az alapvetően használt külső nézetes módból válthat az FPS játékokban megszokotthoz hasonló belső nézetes módba. A Zsugormód (Shrink mode) specialitása pedig, hogy a csak ilyenkor elérhető Zsugorérzéknek (Shrink Sense) köszönhetően rejtett platformok tűnnek elő és gyakran apró, a rejtett tárgyak meglelését segítő kézzel rajzolt ábrák is. Ez a mód egyben korlátozza is a játékos mozgásának szabadságát, mert például nem lehet ugrani.

### Harc
A harc alapvetően támadásból, védekezésből és néhány különféle speciális módból áll az Alice: Madness Returns-ben. A harc során Alice a választott fegyverrel támadja a fókuszban lévő ellenfelet (ezt apró rúnával jelöli a játék). Védekezni Alice eleinte a hárítással tud.
Lehetőség van a kiválasztott ellenfél "befogására" is. Ilyenkor Alice gyakorlatilag csak a kijelölt (élénk rúnával jelöli a játék) ellenfelet támadja. A történet során elérhetővé váló esőernyővel képessé válik aktívan visszaverni egyes komolyabb ellenfelek lövedékeit is ugyanebben a módban.
Külön figyelmet érdemel az úgynevezett Hisztéria mód, amely a játék egy bizonyos szakaszától kezdve akkor válik elérhetővé, amikor Alice életereje jelentősen csökkent. A megfelelő billentyűvel elindítva ezt a módot Alice támadásai hisztérikusakká válnak egy adott időre, ami egyet jelent sebezhetetlenségével és az ellenfelek erősebb sebzésével. Vizuálisan is megváltozik ebben a módban a játék, a világ kifehéredik és a vörös színek egyértelmű hangsúlyt kapnak.

### Kapcsolók és interaktív pályaelemek
Mivel a játék fontos részét képezik a térbeli logikai és ügyességi fejtörők ezért igen hangsúlyosak azok a különféle kapcsolók és interaktív pályaelemek amelyek a továbbjutást segítik és nem ritkán elengedhetetlenek is ahhoz.
A játékos viszonylag hamar megismerkedhet a liliomokkal, amelyek kettős célt szolgálnak. Általában olyan helyeken találhatók, ahol érdemes kipróbálni a zsugorodást, mert várhatóan valamilyen előnnyel jár. Ezen felül pedig, ha a játékos Alice-t a liliomra helyezi, majd zsugorodik és visszanő, gyakran foggal jutalmazzák.
A trambulin gombák szintén gyakori pályaelemek, melyek segítségével Alice nagy magasságokba juthat. Hasonló célt szolgálnak a szelepek nyitásával aktiválható légfúvók is, amelyekkel adott magasságba lebeghet Alice, ahonnan körbenézve tovább ugorhat.
Kapcsolókból számtalan található a pályákon. Ezek általában valamilyen végleges, vagy időzített változást okoznak. A nyomólapok súly hatására benyomódó felületek, amelyeket akár a Vekkerbombával is be lehet nyomni. Léteznek még továbbá lövések sorozatával aktiválható forgalomirányító lámpa formájú kapcsolók is.